# Mohammed Shahabuddin
Mohammed Shahabuddin Chuppu (Shivrampur, 10 dicembre 1949) è un giurista e politico bangladese, 22º presidente del Bangladesh.
Prima della sua elezione, senza opposizione e con l’appoggio della Awami League al potere, nel 2023, è stato giudice distrettuale e di sessione e commissario della Commissione anticorruzione dal 2011 al 2016.

## Presidenza

### Elezione
Shahabuddin è stato nominato dalla Lega Awami come candidato alla presidenza del Bangladesh.
Di conseguenza, il 12 febbraio 2023, dopo l’accettazione formale della nomina, ha presentato la sua candidatura al Commissario capo per le elezioni e al Funzionario elettorale presidenziale presso la Commissione elettorale, risultando tuttavia l’unico candidato a farlo. Ciononostante, la sua nomina è stata accolta con favore dal partito di opposizione Jatiya, mentre il Partito Nazionalista del Bangladesh ha espresso il proprio disinteresse.
In ottica dell’assunzione del suo incarico, dunque, Shahabuddin ha successivamente avuto anche un tête-à-tête con la prima ministra Sheikh Hasina a Ganabhaban, venendo ufficialmente eletto il 13 febbraio 2023 come 22º presidente del paese.

### Proteste del 2024
A seguito di numerosi scontri di piazza, il 5 agosto 2024 la premier Sheikh Hasina si è dimessa e ha lasciato il Bangladesh. Su pressione del movimento studentesco “Students Against Discrimination”, dunque, Shahabuddin ha sciolto il parlamento e ha nominato Muhammad Yunus "Chief Adviser", ossia capo del governo ad interim, assumendo dunque un ruolo cruciale nel far sì che il paese potesse pacificamente e ordinatamente giungere a nuove elezioni.